# Phuphena diagona
Phuphena diagona là một loài bướm đêm trong họ Noctuidae.